# Rivière Sautauriski
Pour les articles homonymes, voir Sautauriski.
La rivière Sautauriski est un affluent de la rivière Jacques-Cartier, coulant dans la région administrative de la Capitale-Nationale, dans la province de Québec, Canada. Ce cours d’eau traverse le territoire non organisé du Lac-Jacques-Cartier dans la municipalité régionale de comté (MRC) La Côte-de-Beaupré et la municipalité de Stoneham-et-Tewkesbury, dans la MRC de La Jacques-Cartier.
La rivière Sautauriski s'avère un tributaire important de la rivière Jacques-Cartier. Le parcours de la rivière coule entièrement dans le parc national de la Jacques-Cartier qui est affilié à la Société des établissements de plein air du Québec (Sépaq).
La vallée de la rivière Sautauriski est surtout desservie du côté est par la route 175 qui relie les villes de Québec et de Saguenay. Quelques routes secondaires desservent cette zone pour les besoins de la foresterie et des activités récréotouristiques.
La foresterie est la principale activité économique du secteur ; les activités récréo-touristiques, en second[réf. nécessaire].
La surface de la rivière Sautauriski (sauf les zones de rapides) est généralement gelée de début décembre à fin mars ; la circulation sécuritaire sur la glace se fait généralement de fin décembre à début mars[réf. nécessaire].

## Géographie
Les principaux bassins versants voisins de la rivière Sautauriski sont :
- côté nord : rivière Jacques-Cartier, rivière à la Chute, rivière Launière ;
- côté est : rivière Montmorency, rivière des Neiges, rivière du Camp Brûlé ;
- côté sud : rivière Jacques-Cartier, rivière Turgeon ;
- côté ouest : rivière Jacques-Cartier.

La rivière Sautauriski tire sa source du lac Nouvel (longueur : 1,0 km ; altitude : 768 m), situé dans le territoire non organisé du Lac-Jacques-Cartier, dans la municipalité régionale de comté (MRC) La Côte-de-Beaupré. La décharge de ce lac est située sur la rive est comporte un petit barrage de retenu. La rivière a une longueur de 26 km et un bassin versant de 306 km2.
À partir du lac Nouvel, la rivière Sautauriski coule sur 35,1 km, avec une dénivellation totale de 489 m selon les segments suivants[réf. nécessaire] :
- 2,3 km vers le sud-est, notamment en traversant une partie du lac Archambault (longueur : 2,2 km ; altitude : 759 m) sur 1,4 km, jusqu'à son embouchure ;

Cours supérieur de la rivière Sautauriski (segment de 17,4 km)
- 8,4 m vers le sud en traversant une zone de marais, un petit barrage, puis en traversant le lac Sautauriski (longueur : 5,0 km ; altitude : 744 m) sur sa pleine longueur, jusqu'au barrage Sautauriski à son embouchure ;
- 2,0 m vers le sud-est dans une vallée de plus en plus encaissée et en entrant dans le canton de Cauchon, jusqu'à la décharge (venant du nord) des lacs Ménard et Handy ;
- 7,0 m vers le sud dans une vallée encaissée, jusqu'à un coude de rivière ;

Cours inférieur de la rivière Sautauriski (segment de 15,4 km)
- 5,9 m d’abord vers l’ouest, puis vers le sud-ouest, dans une vallée encaissée, jusqu'à un coude de rivière ;
- 2,4 m en remontant d’abord vers le nord, puis vers l’ouest, dans une vallée encaissée en formant quelques courbes, jusqu'à la décharge (venant du nord) du lac Giroux ;
- 2,5 m vers le sud-ouest dans une vallée encaissée, jusqu’à la confluence de la rivière à la Chute (venant du nord) ;
- 4,6 m vers le sud-ouest dans une vallée encaissée, en formant une grande boucle vers le sud-est pour contourner la montagne de la Sautauriski, jusqu'à son embouchure[5].

La rivière Sautauriski se déverse sur la rive est de la rivière Jacques-Cartier dans les limites de la municipalité de cantons unis de Stoneham-et-Tewkesbury. À partir de cette confluence, le courant emprunte le cours de la rivière Jacques-Cartier généralement vers le sud sur 54,7 km jusqu'à la rive nord-est du fleuve Saint-Laurent.

## Toponymie
Selon la Commission de toponymie du Québec, le chef wendat (huron) Nicolas Vincent aurait été le premier à faire mention du toponyme, en 1829, devant un comité spécial de la Chambre d'assemblée du Bas-Canada chargé d'étudier le problème de la diminution des terres arables dans la vallée du Saint-Laurent et des conséquences chez les Autochtones de la concession de terres publiques à des fins de colonisation. Sur un plan qu'il dresse alors du territoire fréquenté par les Wendats, le chef Vincent inscrit la forme Tsoolareske. Au commissaire John Adams chargé d'explorer le territoire et à qui il sert de guide, Nicolas Vincent précise : « Cette rivière ainsi que les montagnes sont appelées en Huron Soulariski (l'écorce est longue) »[réf. nécessaire].
Dans une analyse détaillée du toponyme présentée dans son ouvrage intitulé De Québec au lac Saint-Jean ou Sentiers des Laurentides : Sentier des Amérindiens, Sentier des Jésuites (1676-1703), Thomas-Edmond Giroux en arrive à la conclusion qu'il s'agit d'un toponyme de langue attikamek ou innue qu'il traduit par « la forêt, elle pleure », de matow, « pleurer » et mistik, « bois ». À cet endroit, toujours selon l'auteur, « les lichens accrochés aux branches, les « cheveux de la vierge » des coureurs de bois, avaient absorbé et tenaient en suspension une infinité de gouttes d'eau des pluies antérieures et les laissaient tomber les jours suivants. » Toutefois, cette signification est aujourd'hui fortement remise en question[réf. nécessaire].
Marguerite Vincent, dans La nation huronne : son histoire, sa culture, son esprit (1984), reprend quant à elle l'interprétation de Nicolas Vincent et précise que les Wendats allaient dans le secteur de la Sautauriski se procurer de longues écorces pour la fabrication des canots et de la vannerie. Elle tire le toponyme de la langue wendate et des racines atsa ou arista, « écorce » et eski ou etsi, « longue ». L'auteure précise par ailleurs que la Sautauriski était située en territoire innu et constituait une zone prohibée pour les Wendats. Cette précision permet de croire que le toponyme pourrait être d'origine innue et provenir du mot tshinuashkui, de tshinua, « cette chose est longue » et ushkui, « écorce supérieure dont on fait usage pour les canots ». Il faudrait sans doute oublier la traduction « bout du museau » mentionnée dans Nomenclature des noms géographiques de la province de Québec, de 1916.
Le toponyme rivière Sautauriski a été officialisé le 5 décembre 1968 à la Banque des noms de lieux de la Commission de toponymie du Québec.